# Illiberis laeva
Illiberis laeva es una especie de mariposa de la familia Zygaenidae.
Fue descrita científicamente por Püngeler en 1914.